# She-Ra y las princesas del poder
She-Ra y las princesas del poder (título original en inglés: She-Ra and The Princesses of Power) es una serie de televisión estadounidense de animación, creada por ND Stevenson y producida por DreamWorks Animation para Netflix. Trata la historia de Adora, una joven huérfana cuya vida cambia por completo al saber que puede transformarse en la legendaria guerrera She-Ra. Desde que descubre sus poderes, deberá liderar un ejército de princesas mágicas contra las huestes del malvado Hordak y su antigua amiga Catra.
Estrenada el 13 de noviembre de 2018, se trata de un reinicio de la serie She-Ra: The Princess of the Power de Filmation, aunque tiene notables diferencias en el argumento y diseño de los personajes.

## Argumento
La protagonista de la historia es Adora, una niña huérfana criada por «la Horda», el ejército maligno liderado por Hordak que gobierna el planeta Etheria con mano de hierro. Un cierto día, después de perderse en el Bosque Susurrante, Adora descubre que en realidad es una princesa del poder, al encontrar una espada mágica que le permite transformarse en la guerrera She-Ra.
Tras darse cuenta de los daños que la Horda ha causado a Etheria, Adora asume sus nuevos poderes y se pasa a la resistencia contra los invasores, reuniendo para su causa a las otras princesas mágicas del reino. La decisión de Adora terminará enfrentándola con Catra, hasta entonces su mejor amiga y rival, quien al sentirse traicionada asciende en el escalafón de la Horda y se convierte en su capitana.

## Historia
La adaptación de She-Ra y las princesas del poder corrió a cargo de ND Stevenson, historietista que anteriormente había sido guionista en Galaxia Wander (2014) y había ganado dos premios Eisner con los cómics Leñadoras (2015) y Nimona (2016). La obra se estrenó cuando aún no se había identificado como persona no binaria, por lo que aparece acreditado con su nombre anterior.
El estudio DreamWorks Animation, propietario de las licencias de animación de Masters of the Universe desde 2012, estaba interesado en relanzar la franquicia. Una de las ejecutivas de la empresa, Beth Cannon, conocía el trabajo de Stevenson y contactó directamente para proponerle una nueva versión de She-Ra: The Princess of the Power (1985), donde los personajes tuvieran una mayor profundidad. Después de meses de negociaciones, Stevenson confirmó en diciembre de 2017 que estaba desarrollando un reinicio de la serie para la plataforma Netflix.
Con el paso del tiempo fueron desvelándose más detalles de la producción: la actriz de voz que interpreta a She-Ra es la dominicana Aimee Carrero, mientras que el resto del plantel está conformado por Amanda Michalka, Karen Fukuhara, Marcus Scribner y Sandra Oh entre otros actores.
La primera temporada fue estrenada al completo en Netflix el 13 de noviembre de 2018. Debido a su buena acogida, la plataforma estrenó una segunda temporada el 26 de abril de 2019.

## Producción

### Guion

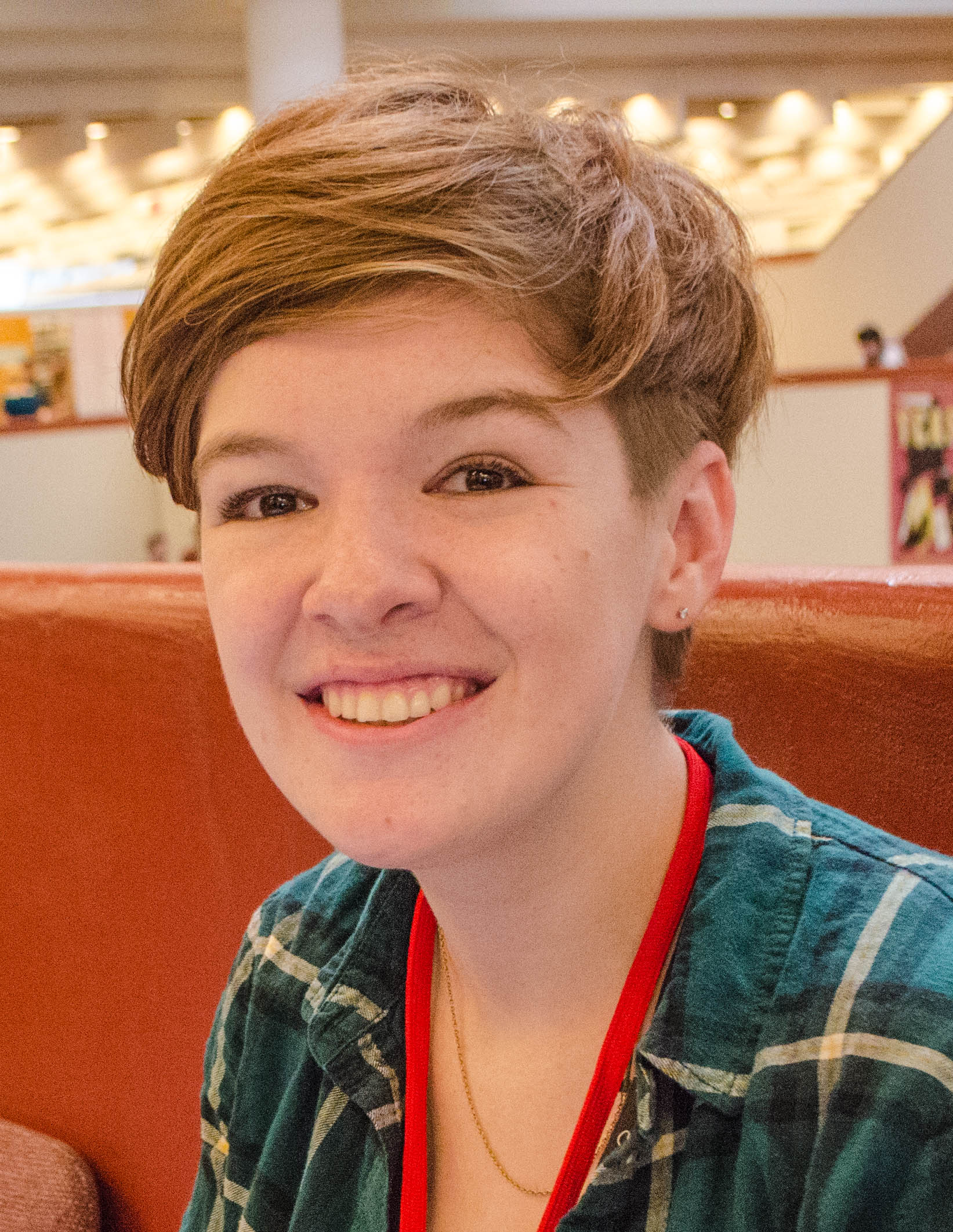
ND Stevenson dirigió la adaptación de She-Ra.

She-Ra y las princesas del poder está dirigida a un espectador objetivo entre 6 y 12 años sin distinción de sexo. Aunque está basada en la serie homónima de 1985, desde el primer momento se quiso crear un producto distinto, partiendo de una visión femenina, y en el que los personajes tendrían un mayor trasfondo. La dirección corre a cargo de ND Stevenson y comparte la producción ejecutiva con Chuck Austen. El equipo de guionistas y de storyboarders está formado mayoritariamente por mujeres.
Si en un primer momento se había concebido una sola temporada, Stevenson declaró antes del estreno que su equipo había escrito guiones para cuatro temporadas de 13 episodios. La primera temporada sirve como carta de presentación y cada episodio se centra en un personaje, lo que permite dotar de continuidad a la historia. A partir de la segunda temporada hay un mayor protagonismo de las tramas de acción.

### Temática
Tomando la versión original de 1985 como punto de partida, hay numerosos cambios en el diseño de personajes y en la historia principal.
Stevenson presta especial importancia a las relaciones interpersonales. El hecho de que buena parte del elenco sean jóvenes adultos, tanto héroes como villanos, sirve para explorar sentimientos como el amor, los celos y la amistad, pero también otros asuntos más complejos como el aislacionismo, los prejuicios, las relaciones tóxicas y el colonialismo. De este modo, se explican tanto los comportamientos positivos como aquellos que no deben ser imitados. El mejor ejemplo es la relación de amor-odio entre Adora y Catra, que evoluciona con el paso de los capítulos y permite comprender las motivaciones de la antagonista.
Otra clave de She-Ra es su visión feminista. Los responsables prescindieron del príncipe Adam para reescribir la historia en torno a Adora, lo que les ha permitido profundizar en el resto del elenco. En ese sentido Adora es una heroína por derecho propio, no hay ninguna mención a He-Man, y todos conocen su verdadera identidad desde el primer momento. Los personajes han sido rediseñados en términos de aceptación propia, con distintas razas y anatomías, para que cualquier espectador pudiera sentirse identificado con ellos. Además, los creadores anunciaron antes del estreno que incluiría representación del colectivo LGBT.

### Animación
She-Ra se ha hecho casi en su totalidad con animación tradicional, e incluye algunas escenas de animación por ordenador. A lo largo del proceso participan dos empresas: Dreamworks Animation y el estudio externo NE4U (Corea del Sur). Por otra parte, Mattel Creations mantiene un papel asesor como propietaria de la licencia de juguetes.
ND Stevenson cita como fuentes de inspiración a la saga de Masters of the Universe, las series de ciencia ficción de los años 1980, la animación japonesa, y la obra de tres dibujantes: Jean Giraud «Moebius», Roger Dean y Hayao Miyazaki.

## Personajes
La siguiente lista solo recoge los protagonistas de la serie:

### Héroes
- Adora: la protagonista de la historia es una joven valiente, de personalidad firme y con destreza en el combate. Criada como huérfana por la Horda, se convierte en líder de la Resistencia cuando descubre que es la única persona capaz de convertirse en She-Ra, la princesa del poder. Cada vez que levanta la espada y recita el juramento «Por el honor de Grayskull», se transforma en una guerrera de gran tamaño con fuerza sobrehumana.
- Glimmer (en España: Destello): La joven princesa de Luna Brillante es una chica impulsiva que siempre cuestiona las decisiones de su madre, la reina Ángela. Es capaz de teletransportarse a voluntad, aunque no puede usar su poder de forma prolongada. Si bien cree al principio que Adora es una espía, termina convirtiéndose en su mejor amiga.
- Bow (en España: Arco): el alegre e intrépido arquero de Luna Brillante. Es capaz de mantener la calma en los momentos críticos, y no duda en gastar bromas para destensar las situaciones. Es amigo íntimo de Glimmer.
- Swiftwind (en España: Vientoveloz): Es el caballo de She-Ra. Después de ser salvado de un ataque de la Horda, Adora le convierte accidentalmente en un caballo alado que puede hablar y volar a gran velocidad.

### Villanos
- Catra (en España: Gatia): principal antagonista de la serie, tiene el aspecto de un gato antropomórfico y es una mujer ágil y estratega. Durante años fue la mejor amiga y rival de Adora, pues ambas fueron criadas juntas por la Horda. Aunque siempre ha aspirado a convertirse en capitana, nunca había tenido demasiada motivación porque sus superiores siempre habían preferido a Adora. Pero cuando la protagonista se une a la Rebelión, Catra se siente traicionada y no dudará en acabar con She-Ra para demostrar su valía.
- Shadow Weaver (en España: Tejesombras): Es una misteriosa mujer del ejército de Hordak. Usa magia negra con la que manipula a la gente, pero necesita de un cristal mágico para mantenerse con fuerzas. Cuidó de Adora y Catra cuando eran niñas, con especial predilección por Adora, y aspira a desbancar a Hordak al frente de la Horda.
- Hordak: el líder supremo de la Horda, dirige Etheria con mano de hierro y tratará de evitar el triunfo de la Rebelión.
- Scorpia: Es amigable con todos en la horda excluyendo a los guerreros de la rebelión ella siempre trata de impresionar a Catra.

## Actores de voz
El elenco protagonista está compuesto por actrices de la escena estadounidense con experiencia en doblaje: la dominicana Aimee Carrero interpreta a Adora, mientras que Amanda Michalka presta su voz a Catra. Ambas habían participado antes en series como Elena de Ávalor y Steven Universe, respectivamente. Para los papeles de Glimmer y Bow se recurrió a dos actores noveles: Karen Fukuhara (Escuadrón suicida) y Marcus Scribner (Black-ish).
Hay dos versiones en idioma español a cargo de SDI Media: una para Latinoamérica, grabada en Ciudad de México bajo la dirección de Mireya Mendoza, y otra para España, grabada en Madrid y Santiago de Compostela bajo dirección de Suso Álvarez.
| Personaje              | Actor original         | Actor de doblaje       | Actor de doblaje        |
| Personajes principales | Personajes principales | Personajes principales | Personajes principales  |
| ---------------------- | ---------------------- | ---------------------- | ----------------------- |
| Adora/She-Ra           | Aimee Carrero          | Jocelyn Robles         | Cristal Álvarez Lázare  |
| Catra                  | Amanda Michalka        | Jessica Ángeles        | Natalia García Dans     |
| Glimmer                | Karen Fukuhara         | Alondra Hidalgo        | Chelo Díaz              |
| Bow                    | Marcus Scribner        | Arturo Castañeda       | Daniel Lema             |
| Personajes secundarios |                        |                        |                         |
| Reina Ángela           | Reshma Shetty          | Rommy Mendoza          | Beatriz Bravo           |
| Swiftwind              | Adam Ray               | Raúl Anaya             | Sergio Rodríguez-Guisán |
| Shadow Weaver          | Lorraine Toussaint     | Yolanda Vidal          | Maxo Barjas             |
| Light Hope             | Morla Gorrondona       | Rosalba Sotelo         | Rocío Pereiras          |

## Episodios
Cada episodio de She-Ra dura 24 minutos y se han hecho cinco temporadas hasta su conclusión. La primera fue publicada el 13 de noviembre de 2018 con 13 capítulos, mientras que la segunda temporada prevista se dividió en dos partes: siete episodios estrenados el 26 de abril de 2019 como segunda temporada, y los seis restantes a partir del 2 de agosto de 2019 como tercera temporada. Netflix tiene los derechos de emisión a nivel mundial.

## Recepción
En términos generales, la primera temporada obtuvo buenas reseñas de la crítica especializada. Uno de los aspectos mejor valorados es la revisión que hace del universo Masters of The Universe y de la serie original, hasta convertirlo en un producto con personalidad propia y adaptado a la sociedad de la década de 2010. El sitio web The Verge valoró la complejidad del guion y el desarrollo emocional de las protagonistas, especialmente Adora y Catra. La revista Entertainment Weekly la describió como «una divertida fantasía pop, apta para todos los niños y padres que quieran ver algo con lo que reír y llorar», mientras que el diario español La Vanguardia la calificó de «una obra feminista y muy entretenida para que las niñas tengan referentes empoderadores, lo que resulta bastante necesario».
El aspecto que más se ha reprobado son los errores de calidad técnica de la animación, especialmente en el movimiento de los personajes, en la iluminación y en la dirección de algunos episodios.

### Controversia
El aspecto de She-Ra y las princesas del poder que más controversia ha generado es el rediseño de los personajes, especialmente entre los aficionados a la serie original de 1985. La nueva versión de la protagonista viste un traje menos voluptuoso pero más práctico para combatir, pues está compuesto por una túnica que cubre el torso, leggings bajo la falda, y botas en vez de zapatos de tacón. Por esta razón, algunos espectadores criticaron que tuviese un físico «poco femenino». Además, el aspecto de algunos personajes como Glimmer o Spinnerella fue cuestionado porque tienen un cuerpo más ancho que, a juicio de algunas personas, resulta «poco atlético».
J. Michael Straczynski, uno de los creadores originales de She-Ra, ha defendido públicamente el rediseño de Stevenson a través de un hilo en Twitter, asegurando que las críticas sobre la femineidad del personaje están basadas en prejuicios de género:
«Cuando creamos She-Ra habíamos pensado en una guerrera por encima de todo. Así que cualquiera que piense en la She-Ra (o Adora) original como "la mujer ideal" lo hace con una visión preadolescente (...) Los personajes masculinos tienden a ser idealizados, pero los femeninos tienden a ser objetivizados. Hay una profunda diferencia entre ambos, y si no lo asumimos nos equivocamos. (...) Lo más importante de She-Ra (...) es la fuerza, la inteligencia y el ingenio.»
Del mismo modo, Stevenson ha apelado en una entrevista a la diversidad como un valor positivo:
«Hay que tener en cuenta que la serie original es una franquicia de juguetes, y en su momento los personajes habían sido diseñados para dos moldes: hombre o mujer. Eso no permitía desarrollar diversidad anatómica o racial. Con un elenco tan grande de personajes, reflejar la diversidad no es solo una responsabilidad, es que enriquece la historia. Tenemos personajes muy distintos entre si, y eso afecta a su visión del mundo y a su propia personalidad.»